# 박자희
박자희(1984년 ~)는 대한민국의 국악 소리가다. 2010년 공연 《춘향 2010》으로 정식 데뷔했다.

## 방송
- 조선판스타 (2021) - Top12(6위)

## 공연
- 춘향 2010 (2010)
- 아빠 철들이기 (2015)
- 덕수궁 풍류 (2015)
- 창작판소리 - 금수궁가 (2016)
- BY 가짜신선타령 (2018)
- 국립창극단 <송년판소리> (2018)
- 안숙선 명창과 함께하는 작은창극 '꿈인 듯 취한 듯' (2019)
- 2019 한옥콘서트 <여자들의 국악> (2019)
- 그때를 아십니까 - 당진 (2019)

## 음반
- 오리진얼 (2019)

## 영화
- 1919 유관순 (2019) - 김향화 역

## 수상
- 제13회 영광 법성포 단오제 전국국악경연대회 명인부 종합대상 (2012)
- 제10회 전국학생국악경연대회 장원 (2002)
- 제4회 전국 학생 판소리 경연대회 우수상 (1996)